# Pop Game
Pour plus de détails, voir Fiche technique et Distribution.
Pop Game est un film français réalisé par Francis Leroi et sorti en 1967.

## Fiche technique
- Titre : Pop Game
- Réalisation : Francis Leroi
- Scénario : Francis Leroi
- Photographie : Francis Leroi et Gérard Nicolas
- Musique : Daniel White
- Production : Neyrac Films
- Pays d'origine :  France
- Durée : 90 minutes
- Date de sortie : France - 7 février 1968

## Distribution
- Gaëtane Lorre : Marie-Claude, dite « Poupée »
- Bernard Léonard : François, l'amant
- Daniel Bellus : Paulo
- Christian Baux : Daniel
- Christian Forges
- Bulle Ogier : la chanteuse du cabaret
- Joël Barbouth : un acteur du cabaret
- Marie-Claire Achard
- Joë Hammann
- Pierre Clémenti : un acteur du cabaret
- Henry Chapier : un journaliste à Combat

## Sélection
- 1967 : Festival international du jeune cinéma de Hyères[1]